# Trenta i quaranta
El trenta i quaranta és un joc d'atzar pur originari de França, al segle xvii. És un joc de contrapartida que enfronta els jugadors contra la banca. Es juga amb sis baralles del tipus francès de 52 naips. Les figures valen 10 punts i les altres mantenen el seu valor nominal. Els jugadors poden apostar a quatre combinacions diferents: vermell-negre, color-inversa. El crupier distribueix els naips formant dues rengleres: primer la fila vermella, a la seva esquerra, i després la fila negra a la seva dreta. Es reparteixen cartes fins que cada renglera sumi un resultat comprés entre 30 i 40. Guanya la fila que obté 31 punts o que més s'hi acosti. Hi ha color si la fila guanyadora és del mateix color que la primera carta de la fila negra. En el cas contrari guanya la sort d'inversa. En cas d'empat a punts es repeteix la jugada excepte si la suma és trenta-u. Aquesta és la combinació guanyadora de la casa, ja que la banca cobra virtualment la meitat de totes les apostes.
Exemple:
| Negre                   | As de cors | Reina de pic    | 10 de trèvol | Jack de pic   |  | 31 Punts |
| vermell                 | Rei de pic | Reina de trèvol | 10 de pic    | Rei de trèvol |  | 40 Punts |
| Vermell i color perden. |            |                 |              |               |  |          |

Aquest joc fou inclòs a la llista dels jocs il·lícits l'any 1771.